# Supercoppa italiana 2024 (calcio femminile)
La Supercoppa italiana 2024 di calcio femminile, nota anche col nome sponsorizzato di Supercoppa Italiana Femminile Frecciarossa, è stata la ventottesima edizione della Supercoppa italiana di calcio femminile.
La partita decisiva per l'assegnazione del trofeo si è disputata il 6 gennaio 2025 allo stadio Alberto Picco di La Spezia e ha visto la vittoria della Roma, al secondo successo nella competizione.

## Formato
Il numero di partecipanti è di due squadre: la Roma, vincitrice del campionato di Serie A 2023-2024 e della Coppa Italia 2023-2024, e la Fiorentina, finalista della Coppa Italia 2023-2024. La competizione si svolge in gara unica in campo neutro.

## Squadre partecipanti
| Squadra    | Qualificazione                                                                 | Ultima partecipazione |
| ---------- | ------------------------------------------------------------------------------ | --------------------- |
| Roma       | 1ª classificata in Serie A 2023-2024 e vincitrice della Coppa Italia 2023-2024 | 2023                  |
| Fiorentina | Finalista Coppa Italia 2023-2024                                               | 2020                  |

## Tabellino
| Arbitro: | Gasperotti (Rovereto) |

|                                      |           |            |
| Glionna 17’ Giacinti 64’ Corelli 89’ | Marcatori | 60’ Janogy |

| Roma | Fiorentina |

| P                 | 30 | Isabella Kresche     |     |     |
| D                 | 19 | Verena Hanshaw       |     |     |
| D                 | 2  | Moeka Minami         | 23’ |     |
| D                 | 32 | Elena Linari         |     |     |
| D                 | 25 | Frederikke Thøgersen |     | 82’ |
| C                 | 20 | Giada Greggi         |     |     |
| C                 | 8  | Saki Kumagai         |     |     |
| C                 | 10 | Manuela Giugliano    |     |     |
| C                 | 18 | Benedetta Glionna    |     | 82’ |
| C                 | 11 | Emilie Haavi         |     |     |
| A                 | 9  | Valentina Giacinti   |     | 83’ |
| A disposizione:   |    |                      |     |     |
| P                 | 52 | Liliana Merolla      |     |     |
| P                 | 71 | Giulia Mazzocchi     |     |     |
| D                 | 3  | Lucia Di Guglielmo   |     |     |
| D                 | 23 | Hawa Cissoko         |     |     |
| D                 | 14 | Eseosa Aigbogun      |     | 82’ |
| C                 | 15 | Giulia Dragoni       |     |     |
| C                 | 22 | Marta Pandini        |     | 82’ |
| A                 | 7  | Evelyne Viens        |     |     |
| A                 | 16 | Alice Corelli        |     | 83’ |
| A                 | 17 | Alayah Pilgrim       |     |     |
| A                 | 51 | Sanne Troelsgaard    |     |     |
| A                 | 35 | Rosanna Ventriglia   |     |     |
| Allenatore:       |    |                      |     |     |
| Alessandro Spugna |    |                      |     |     |

| P                      | 1  | Cecilie Fiskerstrand  |     |     |
| D                      | 44 | Emma Færge            |     | 85’ |
| D                      | 5  | Alice Tortelli        | 88’ |     |
| D                      | 11 | Marina Georgieva      |     | 76’ |
| D                      | 85 | Maria Luisa Filangeri | 14’ | 76’ |
| C                      | 21 | Emma Severini         |     |     |
| C                      | 18 | Emma Snerle           |     | 61’ |
| C                      | 15 | Sofie Bredgaard       |     | 45’ |
| A                      | 9  | Madelen Janogy        |     |     |
| A                      | 87 | Verónica Boquete      |     |     |
| A                      | 4  | Agnese Bonfantini     |     |     |
| A disposizione:        |    |                       |     |     |
| P                      | 2  | Francesca Durante     |     |     |
| P                      | 32 | Giorgia Bettineschi   |     |     |
| D                      | 3  | Stine Pedersen        |     | 76’ |
| D                      | 16 | Kaja Eržen            |     | 76’ |
| D                      | 14 | Martina Toniolo       |     |     |
| C                      | 6  | Stephanie Breitner    |     |     |
| C                      | 10 | Michela Catena        |     | 45’ |
| C                      | 23 | Lucia Pastrenge       |     |     |
| C                      | 77 | Filippa Curmark       |     | 61’ |
| C                      | 17 | Benedetta Bedini      |     |     |
| C                      | 26 | Maya Cherubini        |     |     |
| A                      | 7  | Miriam Longo          |     | 85’ |
| Allenatore:            |    |                       |     |     |
| Sebastiàn De La Fuente |    |                       |     |     |

| Assistenti arbitrali: Veronica Martinelli (Seregno) Nidaa Hader (Ravenna) Quarto ufficiale: Deborah Bianchi (Prato) | Regole dell'incontro: - due tempi regolamentari da 45 minuti ciascuno; - due tempi supplementari da 15 minuti ciascuno in caso di parità; - tiri di rigore in caso di ulteriore parità; inizialmente cinque per squadra, e a oltranza fino a spareggio in caso di ulteriore parità; - cinque sostituzioni permesse nei tempi regolamentari; una sesta permessa nei tempi supplementari. |